# 訃報 2015年10月
訃報 2015年10月（ふほう 2015ねん10がつ）では、2015年10月に物故した、又は物故が報じられた人物についてまとめる。

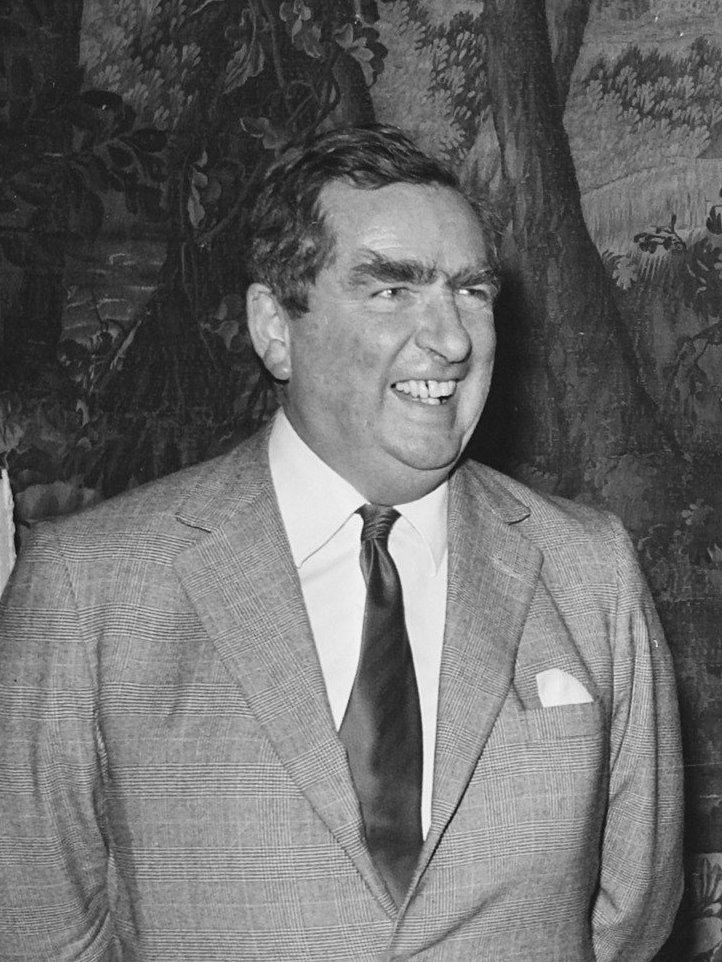
デニス・ヒーリー／10月3日没

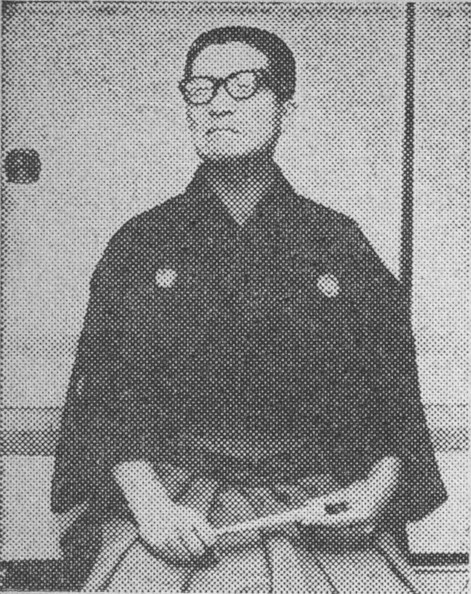
八代目橘家圓蔵／10月7日没

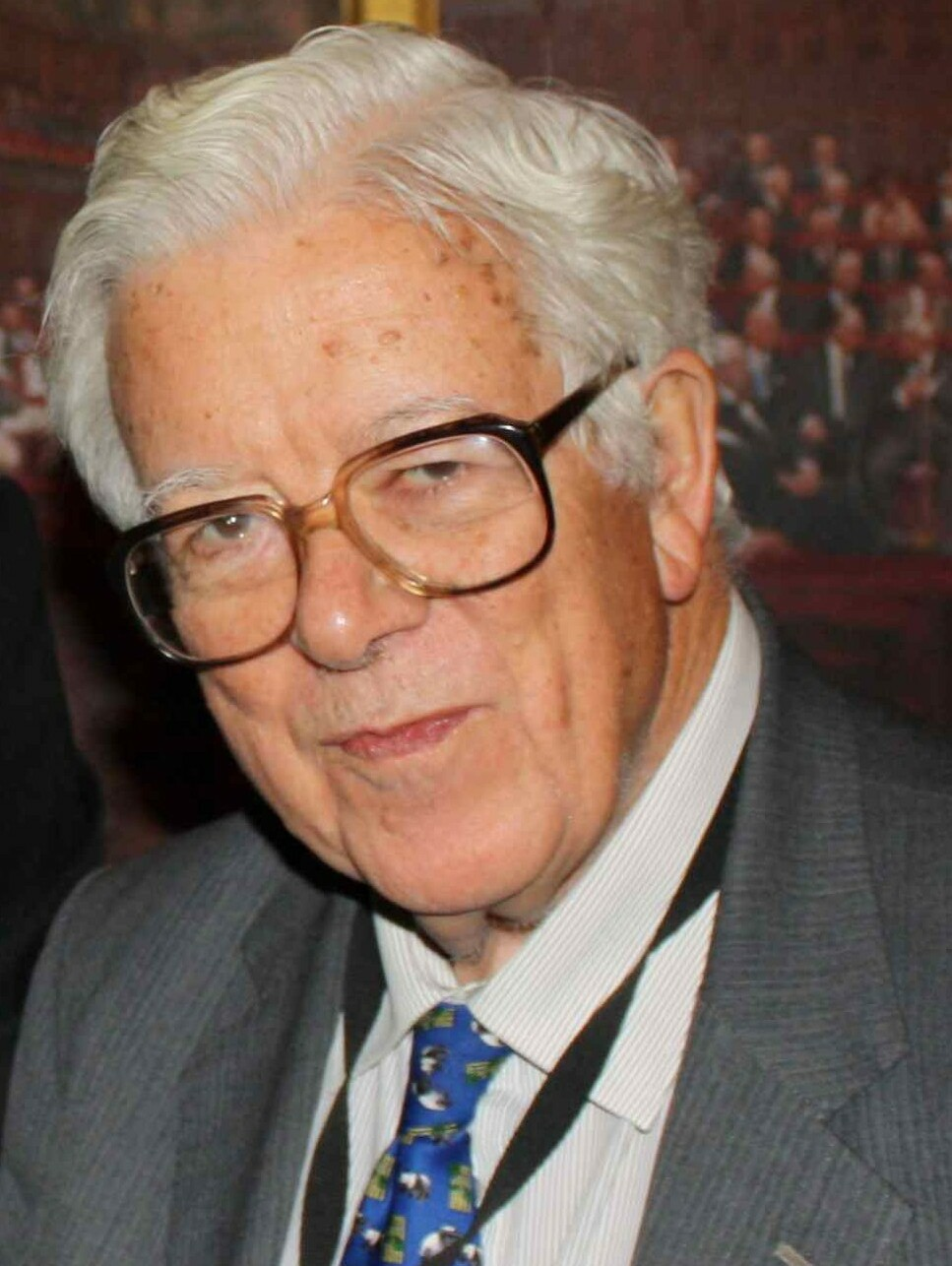
ジェフリー・ハウ／10月9日没

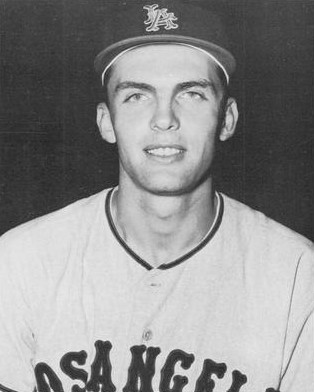
ディーン・チャンス／10月11日没

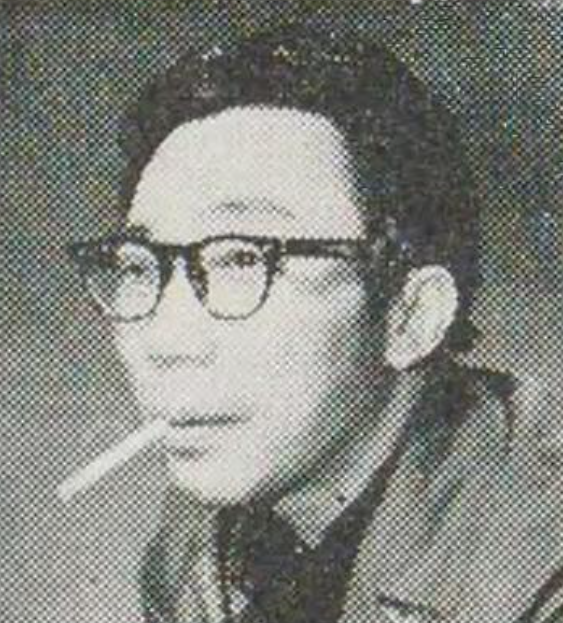
熊倉一雄／10月12日没

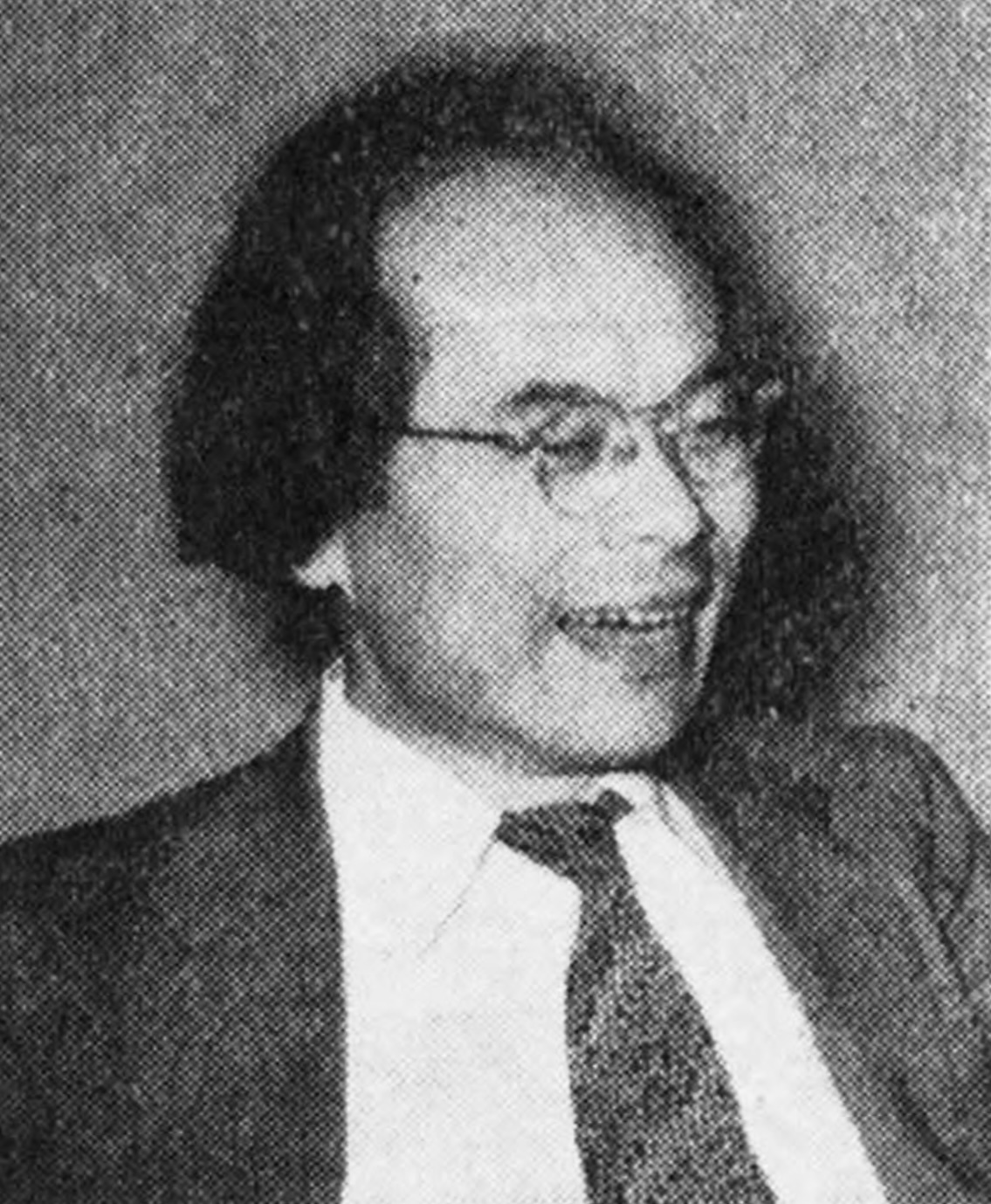
中一弥／10月27日没

## (1日 - 15日)
- 10月1日 - 北村重富、日本の実業家、元日商岩井副社長（* 1925年）[1]
- 10月1日 - 星野朋市、日本の政治家、元参議院議員【税金党・自由民主党・新生党・新進党・自由党・保守党所属】（* 1932年）[2]
- 10月1日 - 森本草介、日本の洋画家（* 1937年）[3]
- 10月2日 - 千畑一郎、日本の実業家、元田辺製薬社長（* 1926年）[4]
- 10月2日 - エリク・アルトゥーロ・デルバイエ（スペイン語版）、パナマの政治家、元副大統領・大統領代理（* 1937年）[5]
- 10月3日 - デニス・ヒーリー、イギリスの政治家、元国防大臣・財務大臣（* 1917年）[6]
- 10月3日 - 木下藤吉郎、日本の実業家、養老乃瀧創業者（* 1920年）[7]
- 10月3日 - 南部悟、日本の農学者、北海道大学名誉教授（* 1929年?）[8]
- 10月3日 - 藤井修治、日本の舞踊評論家（* 1933年）[9]
- 10月4日 - 竹村豊、日本の実業家、元丸紅副社長（* 1925年）[10]
- 10月4日 - 藤田温、日本の実業家、元クラボウ社長（* 1925年）[11]
- 10月4日 - 奥西勝、日本の死刑囚（名張毒ぶどう酒事件）（* 1926年）[12]
- 10月4日 - 広木康二、日本の政治家、元群馬県富岡市長（* 1929年?）[13]
- 10月4日 - 柴田俊治、日本の実業家、朝日放送相談役（* 1931年）[14]
- 10月4日 - 山中智之、日本の洛陽未生流家元（* 1937年）[15]
- 10月5日 - 深瀬忠一、日本の憲法学者、北海道大学名誉教授（* 1927年）[16]
- 10月5日 - 村井健、日本の演劇評論家（* 1946年）[17]
- 10月5日 - ヘニング・マンケル、スウェーデンの推理作家（* 1948年）[18]
- 10月6日 - 八賀晋、日本の考古学者、三重大学名誉教授（* 1934年）[19]
- 10月6日 - 白石隆生、日本のピアニスト（* 1945年）[20]
- 10月6日 - アンドレアス・フーファート、スイスの投資家、銀行UBSグループのウェルスマネジメント、欧州の最高投資責任者（CIO）（* 1967年）[21]
- 10月7日 - 沢田照夫、日本の工学者、大阪府立大学名誉教授（* 1922年?）[22]
- 10月7日 - ハリー・ギャラティン、アメリカ合衆国のバスケットボール選手（* 1927年）[23]
- 10月7日 - 渡利陽、日本の実業家、元ニチメン社長（* 1932年?）[24]
- 10月7日 - 八代目橘家圓蔵、日本の落語家・ラジオパーソナリティ（* 1934年）[25]
- 10月7日 - ホセイン・ハメダニ（英語版）、イランの軍人、イスラム革命防衛隊准将、ゴドス軍副司令官、イラン軍シリア派兵軍司令官、（* 1951年）[26]
- 10月8日 - 相田雪雄、日本の実業家、元野村證券会長（* 1924年）[27]
- 10月8日 - 目黒幸子、日本の女優（* 1926年）[28]
- 10月8日 - 小栗孝一、日本の実業家、競走馬の馬主（* 1929年）[29]
- 10月8日 - 仲村脩、日本の政治家、元京都府日吉町長（* 1941年?）[30]
- 10月8日 - 伊藤敬司、日本の社会人野球選手、JR東海の捕手（* 1969年）[31]
- 10月9日 - 杜潤生、中国の政治家、中国共産党中央農村政策研究室元主任。「中国農村改革の父」（* 1913年）[32]
- 10月9日 - 坪田儉治、日本の政治家、元福井県春江町長（* 1923年?）[33]
- 10月9日 - ジェフリー・ハウ、イギリスの政治家、元外務大臣（* 1926年）[34]
- 10月10日 - 横田悦子、日本の政治家、岡山県議会議員（* 1952年）[35]
- 10月10日 - 猿渡ゆか、日本の女優、リポーター（* 1980年）[36]
- 10月11日 - 中村以正、日本の化学者、筑波大学名誉教授、元相模女子大学理事長（* 1930年）[37]
- 10月11日 - ディーン・チャンス、アメリカ合衆国のプロ野球選手（投手）（* 1941年）[38]
- 10月12日 - 鷲見康夫、日本の抽象画家（* 1925年）[39]
- 10月12日 - 熊倉一雄、日本の俳優・声優・演出家（* 1927年）[40]
- 10月12日 - 酒井巌、日本の政治家、元千葉県議会議長（* 1928年?）[41]
- 10月12日 - 杉山公一、日本の実業家、元清水銀行頭取（* 1932年）[42]
- 10月12日 - 渡井嘉久雄、日本の殺陣師（* 1933年）[43]
- 10月12日 - 香取環、日本の女優（* 1938年）[44]
- 10月12日 - リカルド・カルドナ、コロンビアのプロボクサー、第2代世界ボクシング協会スーパーバンタム級王者（* 1952年）[45]
- 10月13日 - 池田重子、日本の着物デザイナー、着物コーディネーター、アンティーク着物・アンティーク帯留・アンティーク髪飾り・アンティーク袋物等の収集家、実業家（* 1925年）[46]
- 10月13日 - 萩山教嚴、日本の政治家、元自由民主党衆議院議員（* 1932年）[47]
- 10月14日 - 木村唯、日本のアイドル（* 1997年）[48]
- 10月14日 - 玉川桃太郎、日本の浪曲師（* 1923年）[49]
- 10月14日 - 藤江英輔、日本の作曲家（* 1925年）[50]
- 10月14日 - 古田武彦、日本の古代史研究家（* 1926年）[51]
- 10月14日 - 矢作武雄、日本の政治家、前山形県河北町長（* 1928年?）[52]
- 10月14日 - マチュー・ケレク、ベナンの政治家、前ベナン大統領（* 1933年）[53]
- 10月14日 - 安原正、日本の大蔵官僚、環境事務次官（* 1934年）[54]
- 10月14日 - 高山典久、日本の元アナウンサー、元日本放送協会アナウンサー（* 1940年）[55]
- 10月15日 - 舟崎克彦、日本の児童文学作家（* 1945年）[56]
- 10月15日[死亡報道] - TAKAE（Armmy）、日本のミュージシャン、TAKAEITAボーカル、元Gacharic Spinボーカル（* 生年不明）[57]

## (16日 - 31日)
- 10月16日 - 盛田幸妃、日本のプロ野球選手（投手）【横浜ベイスターズ、大阪近鉄バファローズ所属】（* 1969年）[58]
- 10月17日 - 山口浩一、日本のティンパニ奏者（* 1930年?）[59]
- 10月17日 - 前田正明、日本の美術史家、武蔵野美術大学名誉教授・西洋美術史（* 1932年）[60]
- 10月18日 - 萩野浩基、日本の政治家、哲学者、僧侶、東北福祉大学学長、衆議院議員、参議院議員（* 1940年）[61]
- 10月18日 - 光藤和明、日本の医師（* 1947年?）[62]
- 10月20日 - 徳田敏夫、日本の政治家、京都府宮津市長（* 1925年?）[63]
- 10月20日 - 勝井義雄、日本の火山学者、北海道大学名誉教授、元日本火山学会長（* 1926年）[64]
- 10月20日 - 山田直、日本の詩人、慶應義塾大学名誉教授（* 1928年）[65]
- 10月20日 - 水上博、日本の政治家、前北海道美瑛町長（* 1932年）[66]
- 10月20日 - まつもとひろし、日本のコンピューターゲームの作曲家（* 1968年）[67]
- 10月21日 - シェルドン・ウォリン、アメリカ合衆国の政治学者、プリンストン大学名誉教授（* 1922年）[68]
- 10月21日 - 三條西古都、日本の香道家（* 1929年）[69]
- 10月21日 - 池田政雄、日本の野球指導者、元松商学園高等学校監督（* 1934年）[70]
- 10月21日 - 田中知己、日本のテレビディレクター、テレビプロデューサー兼鉄道雑誌編集会社社長、編集者（* 1934年）[71]
- 10月22日 - 村上政敏、日本の実業家、日本広告審査機構理事長、時事通信社顧問（* 1935年?）[72]
- 10月22日 - 宮田紘次、日本の漫画家（* 1981年）[73]
- 10月23日 - 小林裕孝、日本の実業家、札幌テレビ放送社長（* 1954年）[74]
- 10月23日 - 武田圭史、日本の実業家、「そうさく畑」代表（* 生年不明）[75]
- 10月24日 - モーリン・オハラ､  アメリカ合衆国の女優（* 1920年）[76]
- 10月24日 - 熊木令次、日本の政治家、元東京都東村山市長（* 1922年）[77]
- 10月24日 - 大河内光行、日本の政治家、元愛知県一色町長（* 1943年?）[78]
- 10月25日 - フリップ・ソーンダーズ､  アメリカ合衆国のプロバスケットボール指導者（* 1955年）[79]
- 10月26日 - 大浦猶之、日本の政治家、元愛知県幸田町長（* 1932年?）[80]
- 10月27日 - 中一弥、日本の画家（* 1911年）[81]
- 10月27日 - 新田満夫、日本の実業家、雄松堂書店会長兼社長（* 1933年）[82]
- 10月27日 - 生頼範義、日本のイラストレーター（* 1935年）[83]
- 10月27日 - 石塚克彦、日本の演出家（* 1937年）[84]
- 10月27日 - 杉山卓男、日本の布川事件の元被告（* 1946年）[85]
- 10月27日 - 松来未祐、日本の声優（* 1977年）[86]
- 10月27日 - 天野貴元、日本の将棋棋士、奨励会三段（* 1985年）[87]
- 10月28日 - 今井泰男、日本の宝生流シテ方能楽師（* 1921年）[88]
- 10月28日 - 會田雄亮、日本の陶芸家（* 1931年）[89]
- 10月28日 - 本多愛也、日本のパントマイマー（* 1963年）[90]
- 10月29日 - 中島みち、日本のノンフィクション作家（* 1931年）[91]
- 10月29日 - 林邦史朗、日本の殺陣師（* 1939年）[92]
- 10月29日 - 光眞正夫、日本の実業家、北陸放送取締役（* 1956年）[93]
- 10月30日 - 松本旭、日本の俳人、国文学者（* 1918年）[94]
- 10月30日 - 斎藤寮、日本のラグビー選手・監督（* 1926年）[95]
- 10月30日 - 田中松太郎、日本の政治家、元兵庫県播磨町長（* 1930年?）[96]
- 10月30日 - メル・ダニエルズ、アメリカのバスケット選手（* 1944年）[97]
- 10月30日 - 吉成昭三、日本のプロ野球選手（投手）（* 1945年）[98]
- 10月30日 - 戸井田稔、日本の俳優（* 1952年）[99]
- 10月31日 - 伊藤延男、日本の文化財保護功労者、東京文化財研究所名誉研究員（* 1925年）[100]
- 10月31日 - 篠原一[101]、日本の政治学者、東京大学名誉教授（* 1925年）[102]
- 10月31日 - 宮城巳知子、日本の瑞泉学徒隊、沖縄戦の語り部（* 1926年）[103]
- 10月31日 - 上山英介、日本の実業家、大日本除虫菊会長（* 1937年）[104]
- 10月31日 - 佐木隆三、日本の小説家、北九州市立文学館名誉館長（* 1937年）[105][106]